# Baranów Sandomierski (stad)
Baranów Sandomierski is een stad in het Poolse woiwodschap Subkarpaten, gelegen in de powiat Tarnobrzeski. De oppervlakte bedraagt 9,04 km², het inwonertal 1446 (2005). In het stadje ligt ook het Kasteel van Baranów Sandomierski.